# Middenrifademhaling

Middenrifademhaling

Middenrifademhaling of buikademhaling is een ademhalingstechniek waarbij voornamelijk het middenrif wordt gebruikt of in te ademen. Het middenrif is een spier die horizontaal ligt tussen de borstholte en de buikholte. Wanneer het middenrif ontspannen is dan ligt hij als een soort koepel aan de onderkant van de longen. Wanneer deze aanspant dan plat het middenrif af en trekt hij de longen mee naar beneneden waardoor het volume van de longen toeneemt.
Bij de gewoonlijke ademhaling bestaat deze uit een samenwerking tussen het middenrif en de tussenribspieren. Bij de sprcifieke middenrifademhaling worden de tussenribspieren zoveel mogelijk ontspannen gehouden en zorgt het middenrif voor het grootste deel van de volumetoename van de longen.

## Klinisch belang van middenrifademhaling
Er zijn verschillend aandoeningen waarbij patiënten profiteren van het doen van oefeningen met middenrifademhaling. Met name COPD patienten hebben veel voordeel van het trainen van hun middenrif. Daarnaast zijn er aanwijzigingen dat oefenen met middenrifademhaling angst en depressie kan verminderen bij verschillende specifieke patiëntengroepen.

## Oefeningen
De oefening van de middenrifademhaling volgens Lysebeth wordt hier beschreven. De ribben mogen niet bewegen en de rug moet ontspannen blijven. Wanneer de ribben wel meebewegen, raadt de yogi zelfs aan een riem om de borstkas te spannen op het moment dat het lichaam volledig uitgeademd is, zodat de middenrifademhaling op een juiste manier geoefend kan worden.
Soms zouden rugklachten ontstaan bij het oefenen van vooral de buikademhaling. Om dit tegen te gaan wordt aangeraden de oefening liggend op de rug te doen, waardoor de buikspieren ontspannen en de rug recht blijft. Hierdoor zou de rug nadien ook recht blijven bij het zitten of staan. De rugklachten zouden volgens Aalten ontstaan door een onjuiste uitvoering van de buikademhalingsoefeningen, waarbij de rug hol trekt bij het inademen, terwijl bij een goed uitgevoerde buikademhaling de hele onderkant van het lichaam uitzet en niet alleen de buik. Aalten spreekt ook wel van bekkenbodemadembeweging.

## Toepassingen en het nut van oefening
Bij sommige oosterse bewegingskunsten en meditatie, zoals (Chi Kung, Tai chi en yoga) is de middenrifademhaling een essentieel onderdeel van de training. De combinatie van middenrif- en borstademhaling wordt verder op een bewuste manier toegepast in zang en muziek. Hier wordt het ademsteun genoemd. In yoga wordt de middenrifademhaling geoefend, vanwege het ontspannende effect.

## Commentaar vanuit de fysiologie
Inademing vindt plaats door het vergroten van het volume van de borstkasholte. De vergroting van de borstkasholte vindt plaats door afvlakking van het middenrif (buikademhaling) in combinatie met samentrekking van de tussenribspieren, waardoor de ribben naar boven en naar buiten worden getrokken (borstademhaling). Daarnaast kan door middel van onder meer de musculus sternocleidomastoideus het naar boven verplaatsen van de ribbenkast ondersteund worden. Dit noemt men wel de hulpademhaling. Deze hulpademhaling, hier sleutelbeenademhaling genoemd, staat nooit los van de borstademhaling, maar dient slechts als ondersteuning daarvan.
De ademhaling kan volledig onbewust geschieden, onder invloed van de hersenstam, maar ook bewust beïnvloed worden. Door deze bewuste beïnvloeding kan het accent verschuiven, van middenrifafvlakking naar borstademhaling, of andersom. Aangezien hersenstamfuncties niet trainbaar zijn, kan met ademhalingstraining de onbewuste ademhaling niet beïnvloed worden.